# Ted Johnson
Pour les articles homonymes, voir Johnson.
(en) Statistiques sur pro-football-reference
Ted Johnson (né le 4 décembre 1972 à Alameda en Californie) est un joueur américain de football américain qui évoluait en tant que linebacker dans la National Football League (NFL). Il passe toute sa carrière professionnelle avec les Patriots, avec lesquels il remporte trois titres du Super Bowl. 

## Biographie

### Carrière universitaire
Il a joué au niveau universitaire avec les Buffaloes de l'Université du Colorado.

### Carrière professionnelle
Il est sélectionné par les Patriots de la Nouvelle-Angleterre lors de la draft 1995 de la NFL.
Il prend sa retraite en 2005 après avoir remporté une troisième bague de champion.